# Sceptre of Bagdad
Sceptre of Bagdad è un videogioco di avventura dinamica di ambientazione mediorientale, pubblicato nel 1987 per ZX Spectrum dall'editrice britannica Atlantis Software e nel 1993 per Commodore 64, con il titolo Sceptre of Baghdad, dalla Psytronik Software.

## Trama
Ogni anno il califfo di Baghdad deve mostrare alla folla il sacro scettro della città in una cerimonia di riconferma del proprio diritto al potere. Poche ore prima della cerimonia però, a causa della maledizione di un mago rivale, il califfo si risveglia di dimensioni rimpicciolite, mentre il suo stesso palazzo è infestato da trappole e mostri. Aggirandosi per il palazzo e i suoi giardini, il califfo deve recuperare lo scettro e raggiungere il balcone per la cerimonia. Durante l'avventura sarà aiutato dai consigli del Genio della lampada e da un tappeto volante.

## Modalità di gioco
Il gioco, concettualmente simile alle avventure della serie di Wally, si basa sull'esplorazione di un labirinto multischermo e sulla risoluzione di enigmi con oggetti da trasportare, usare o posizionare. Ci sono in tutto 45 schermate, corrispondenti a stanze del palazzo o all'esterno, affiancate o collegate da porte e passaggi. Ogni schermata ha visuale fissa di lato e può contenere piattaforme e creature nemiche che si muovono seguendo percorsi predefiniti.
Il giocatore può far muovere il califfo in orizzontale, saltare, usare porte e raccogliere oggetti. L'inventario degli oggetti trasportati ha capienza limitata (2 su Spectrum, 4 su Commodore) e a video è mostrato solo l'oggetto attualmente attivo; raccogliendo un nuovo oggetto lo si scambia con quello attivo. Solo nella versione Commodore 64 c'è anche la possibilità di sparare proiettili magici in orizzontale per eliminare i nemici comuni, ma se si esce e si rientra nella stanza i nemici ricompaiono. Si ha una serie di vite e una riserva di energia per ciascuna.
C'è la possibilità di salvare la partita, ma solo nella memoria volatile, e solo una volta per partita, a condizione di trovare e bere un'apposita pozione.

## Storia
Sceptre of Bagdad per ZX Spectrum venne sviluppato da una squadra finlandese chiamata Productive Playtime. Uscì direttamente come titolo a basso costo (cassetta a £1,99 nel Regno Unito), ricevendo giudizi abbastanza buoni dalla stampa.
Sceptre of Baghdad per Commodore 64 stava per essere pubblicato sempre dalla Atlantis Software oltre cinque anni dopo, all'inizio del 1993, ma in seguito alla chiusura della Atlantis venne pubblicato qualche mese dopo dalla Psytronik Software, solo tramite ordine postale. Questa versione definitiva è meno fedele all'originale Spectrum e presenta diverse migliorie e varianti, tra le più evidenti l'aggiunta della possibilità di sparare e la modifica del protagonista, che in precedenza era un tozzo ometto in turbante e ora è meno caricaturale.
Una versione per Commodore 64 nota come Sceptre of Baghdad Uncut, che probabilmente corrisponde alla prima conversione della Atlantis, venne poi divulgata come software in pubblico dominio allegato alla rivista amatoriale Commodore Zone di gennaio/febbraio 1996.
Sceptre of Baghdad fu il primo prodotto della Psytronik, che venne fondata proprio perché il programmatore e grafico della versione Commodore, Jonathan Wells, cercava un modo alternativo per pubblicarlo, quando il mercato del software per Commodore 64 stava ormai tramontando. Oltre vent'anni dopo, la Psytronik è ancora un piccolo produttore commerciale di giochi per il retrogaming. Nel 2008 pubblicò una nuova edizione di Sceptre of Baghdad, anche su supporti commerciali per veri Commodore 64, molto apprezzata dalla rivista britannica Retro Gamer.